# Saboó
Saboó é um bairro localizado em parte na zona central e em parte na zona noroeste do município de Santos, no estado de São Paulo, no Brasil. Grande parte da população do bairro reside no conjunto habitacional Athié Jorge Coury, um dos maiores da Região Metropolitana da Baixada Santista.

## Topônimo
"Saboó" é um termo de origem tupi antiga: significa "arranca-raízes", através da junção de sapó, "raiz" e po'o, "arrancar", uma referência a morro de pouca vegetação que existia no local.

## Descrição
Em princípio entre o final do século XIX ao início do século XX, a região surgiu próxima a uma estrada de ferro, passando a ser caminho ao Engenho dos Erasmos, nos arredores do cemitério onde se instalaram chácaras de espanhóis, japoneses e portugueses, repletas de bananais.
Há poucos anos, foram construídos, às margens da Avenida Martins Fontes, o Conjunto Habitacional Mário Covas e o Centro de Treinamento Meninos da Vila, do Santos Futebol Clube.
Atualmente, a sua população é maior que 11 mil pessoas. Sua área vem da encosta de morros até o Largo da Saudade, Avenida Martins Fontes, Avenida Nossa Senhora de Fátima e Rua Particular Ana Santos, avizinhando-se ao bairro Chico de Paula. Fornece, ainda, o acesso à Rodovia Anchieta.
Região importante para logística devido aos depósitos no intenso comércio atacadista e varejista da cidade, pela proximidade de acesso à Zona Noroeste, Cubatão ou, por fim, recebendo boa parte dos viajantes que vêm de São Bernardo do Campo e São Paulo onde, do bairro, chegam em poucos minutos no Centro da cidade. A região tem trânsito de veículos pesados como ônibus e caminhões, mesclado com o de carros, motos e bicicletas e reclama das autoridades os investimentos viários inclusive contra os alagamentos causados por chuvas intensas. Teve no ano de 2020 a inauguração de viaduto que minimizou os problemas locais, e parte do trânsito fluiu a um novo acesso no bairro São Manoel que passa a ligar o bairro Bom Retiro sobre o Rio São Jorge, que é utilizado principalmente por caminhões para empresas locais na região.
Sua principal referência é o Cemitério da Filosofia.